# 최석정 (기업인)
최석정(崔晳政, 1942년 10월 20일 ~ 2025년 5월 17일)는 대한민국의 기업인이다.

## 생애
1942년 10월 20일 경상북도 포항에서 태어났다. 1965년 서울대학교 법과대학을 졸업한 뒤, 부친 최경호가 1953년 9월에 창립한 한일여객자동차에 1967년 입사했다.
1970년에 경부고속도로가 개통하자 고속버스 운송 면허를 취득하고, 동년 11월부터 경부고속도로 연선 지역의 고속버스 노선을 운행하기 시작했다.
1977년에는 여객해운업 면허를 취득했다. 정부의 여객선 현대화 정책에 따라 일본에서 쾌속선 '한일1호'를 건조한 후, 1977년 7월 포항 - 울릉 항로에 투입했다.
1979년 12월에는 완도-제주 항로를 개설했고, 1980년에는 여수-제주 항로를 추가로 운영하였다. 그러나 포항-울릉 항로는 1981년 대아고속에 매각했고, 여수-제주 항로는 기상 악화에 따른 운항상의 어려움으로 면허를 반납했다.
연안 여객선 사업에서 적자가 지속되었으나, 고속버스 사업의 수익을 활용해 오랫동안 완도-제주 항로를 유지하였다. 2012년에는 차량 45대와 여객 572명을 수송할 수 있는 3,000톤급 초쾌속 카 페리선을 도입하여, 완도-제주 구간을 1시간 40분 만에 운항할 수 있도록 하였다. 2015년에는 30여 년 만에 여수-제주 항로에 재취항하였으며, 국내 최대 규모인 1만 5천 톤급 카 페리선을 투입하였다. 그러나 누적 적자로 2025년 1월에 여수 노선에서 다시 철수한 후, 여수 노선에 투입한 카 페리인 골드스텔라호도 완도항으로 이동하여 완도 단일 허브로만 여객선을 운항하고 있다.
2014년 세월호 참사 이후 여객선 선령이 25년으로 제한되자 그는 국내 조선소에 대형 여객선 건조를 요청하였으나, 대형 조선소는 경제성을 이유로 소극적이었고 중소형 조선소는 기술력 부족 등의 이유로 어려움이 있었다. 그는 2015년 한국해운신문과의 인터뷰에서 이러한 여건 때문에 대부분 중고 선박을 쓸 수밖에 없다는 문제를 지적했다.
세월호 참사로 여객선의 선령 통제가 강화된 상태에서 이러한 그의 의견이 반영됐는지 해양수산부에서 연안여객선의 현대화 사업 지원을 위해 펀드를 조성했고, 이 펀드를 통해 신형 카 페리 2척이 진수되는 계기가 됐다. 2016년에는 이러한 공로를 인정받아 금탑산업훈장을 수훈하였다.
2018년 부산 사하구 다대동 소재 조선업체인 대선조선에서 건조한 국내 최초의 대형 카 페리 "실버클라우드호"(국제톤수 20,263톤)를 진수한 후 완도-제주 항로에 투입했고, 2020년에는 2번째 카페리 "골드스텔라호"(21,989톤)를 추가로 도입하였다. 이후 2022년에 금호고속으로부터 서울 - 완도 고속버스 노선을 인수하여, 자사 고속버스 노선의 첫 센트럴시티 진입과 동시에 서울과 제주를 육상과 해상으로 연결하는 통합 노선을 완성했다.
2017년 7월에 아들이자 당시 부사장이었던 최지환에게 한일고속의 대표이사 자리를 넘기고, 경영 일선에서 물러났다.
2025년 5월 17일 오후 2시 48분 숙환으로 별세했다.

## 학력
- 서울대학교 법과대학 졸업

## 경력
- 1967년 한일여객자동차 상무
- 1970년 한일고속버스 상무
- 1980년 3월 한일고속 전무
- 1992년 9월 ~ 2017년 7월 한일고속 대표이사 사장

## 상훈
- 1992년 9월 연안해운 경영대상
- 2009년 4월 연안여객선사 고객만족 경영대상
- 2014년 1월 연안여객선사 고객만족평가 종합 대상
- 2016년 금탑산업훈장 수상

## 가족 관계
- 배우자: 박경숙
  - 아들: 최준환, 최지환
  - 딸: 최정인